# Aspidocarya uvifera
Aspidocarya uvifera är en tvåhjärtbladig växtart som beskrevs av Joseph Dalton Hooker och Thomson. Aspidocarya uvifera ingår i släktet Aspidocarya och familjen Menispermaceae. Inga underarter finns listade i Catalogue of Life.